# Verzenay

Verzenay este o comună în departamentul Marne, Franța. În 2009 avea o populație de 1,069 de locuitori.